# جميل صليبا
جميل صليبا (1902 - 1976) كاتب وفيلسوف عربي.
ولد في القرعون (في لبنان حالياً) عام 1902 م، وانتقل مع أسرته إلى دمشق عام 1908م. إضافة إلى قدري طوقان وعمر فروخ، يعد جميل صليبا، حسب د. يحيى عبد الرؤوف جبر أستاذ اللغة العربية في جامعة النجاح الوطنية، أحد ثلاثة شاميين عرفوا بتفوقهم العلمي في العصر الحديث، وبجهودهم الكبيرة في خدمة العلم والتراث العلمي العربي. اهتم الثلاثة إلى حد كبير بإماطة اللثام عن إسهامات المسلمين – والعرب منهم – في تقدم البشرية، والقيام على العلوم المختلفة قروناً كثيرة، ابتداءً من القرن الثامن الميلادي وإلى أواخر القرن السابع عشر.

## دراسته
تلقى تعليمه في المكتب السلطاني في دمشق حتى عام 1918 م ثم في مكتب عنبر حتى حصل على شهادتها 1921م.
إثر ملاحظة نبوغه وتفوقه، أوفدته وزارة المعارف السورية عام 1921 م في بعثة دراسية إلى فرنسا لمتابعة تحصيله العالي، حيث التحق بجامعة السوربون في باريس، وحصل منها على دبلوم التربية من معهد علم النفس عام 1923 م وعلى درجة الإجازة في الآداب فرع الفلسفة عام 1924 م ثم الإجازة في الحقوق عام 1926 م. قدم إلى جامعة باريس أطروحة في فلسفة ابن سينا و أطروحة في نظرية المعرفة على مذهب المدرسة الاجتماعية الفرنسية فمنحته هذه الجامعة درجة الدكتوراه في الآداب عام 1927 م.

## عمله
عمل مدرساً بعد عودته من فرنسا عام 1927 م، ثم أصبح رئيساً للتعليم العالي. انتقل إلى جامعة دمشق، وشغل منصب عميد كلية الآداب من عام 1950 إلى 1964 م وانتدب محاضراً في المركز الإقليمي لليونسكو في بيروت لتدريب كبار موظفي التربية في الوطن العربي من عام 1964 إلى عام 2008 م .

## عضويته ومشاركاته المهنية
انتخب عضواً في مجمع اللغة العربية بدمشق، وكذلك عضواً في اللجنة الدولية لترجمة الروائع الإنسانية اليونسكو، ، شارك في مهرجانات وندوات دولية كثيرة في بغداد وبيروت والقاهرة والكويت وباريس.

## وفاته
توفي في بيروت في 12 تشرين الأول 1976 و دفن في دمشق .

## أهم مؤلفاته
- جميل صليبا؛ كامل عياد (1948). المنطق وطرائق العلم العامة (ط. الأولى). دمشق: مكتبة العلوم والآداب. مؤرشف من الأصل في 2022-11-12.

- جميل صليبا؛ كامل عياد (1933). ابن خلدون: منتخبات (ط. الأولى). دمشق: مكتب النشر العربي. مؤرشف من الأصل في 2022-11-12.

- جميل صليبا (1935). من أفلاطون إلى ابن سينا: محاضرات في الفلسفة العربية (ط. الأولى). دمشق: مكتب النشر العربي. مؤرشف من الأصل في 2018-09-18.

- جميل صليبا (1937). إبن سينا: درس، تحليل، منتخبات (ط. الأولى). دمشق: مكتب النشر العربي. مؤرشف من الأصل في 2022-11-12.

- جميل صليبا؛ كامل عياد (1939). حي بن يقظان: لابن طفيل الأندلسي (ط. الثانية). دمشق: مكتب النشر العربي. مؤرشف من الأصل في 2022-11-12.

- جميل صليبا؛ كامل عياد (1939). المنقذ من الضلال: لحجة الإسلام الغزالي (ط. الثالثة). دمشق: مكتب النشر العربي. مؤرشف من الأصل في 2022-11-12.

- عبد العزيز بن يحيى الكناني (1964). كتاب الحيدة (PDF). تحقيق: جميل صليبا (ط. الأولى). دمشق: المجمع العلمي العربي. مؤرشف من الأصل (PDF) في 2023-01-29.

- جميل صليبا (1940). دروس الفلسفة: علم النفس (ط. الأولى). دمشق: مطبعة ابن زيدون. ج. الأول. مؤرشف من الأصل في 2022-11-12.

- جميل صليبا (1944). دروس الفلسفة: المنطق (ط. الأولى). دمشق: مكتبة العلوم والآداب. ج. الثاني. مؤرشف من الأصل في 2022-11-12.

- جميل صليبا (1982). المعجم الفلسفي: بالالفاظ العربية والفرنسية والإنجليزية واللاتينية (ط. الأولى). بيروت: دار الكتاب اللبناني.

## روابط خارجية
- جميل صليبا على موقع أرشيف الشارخ.